# Валенсійська мова
Валенсійська мова (також знана як валенсійські говірки або валенсійський діалект) є одним з місцевих діалектів каталанської мови, який відноситься до західних діалектів каталанської. Валенсійська мова використовується в Валенсійському співтоваристві.
|  | Валенсійська — граційна мова, з нею може зрівнятися лише португальська у м'якості та приємності. Мігель де Сервантес, іспанський поет, письменник та драматург, у книзі «Мандри Персилеса та Сигизмунди». |

## Окрема мова чи діалект каталанської

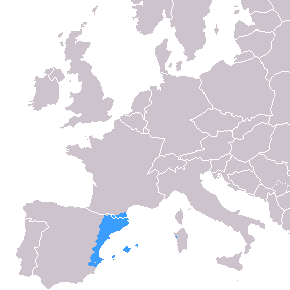
Мапа поширення каталанських мов в Європі

Частина націоналістичних організацій Автономної області Валенсія, а також ті організації, які підтримують збереження Валенсії у складі Іспанії, стверджують, що валенсійська мова є окремою мовою, відмінною від каталанської. Проте частина мовознавців вважає, що мови, які поширені на території Валенсії, є частиною каталанської мови. З метою політкоректності, каталанську мову іноді називають каталансько-валенсійською або каталансько-валенсійсько-балеарською.
Статут Валенсійського співтовариства офіційно визнає мовою регіону саме валенсійську мову.

## Класифікація
Валенсійська мова, яка вживається у районі міста Валенсія, нарівні з північно-західною каталанською говіркою (яка використовується у районі міста Льєйда), відноситься до західної групи діалектів каталанської мови. У свою чергу, інша група діалектів, знана як східна група, включає центральну говірку (використовується у районі міста Барселона), балеарська, північнокаталанська та алґерська говірки.

## Лінгвогеографія

### Ареал і чисельність мовців

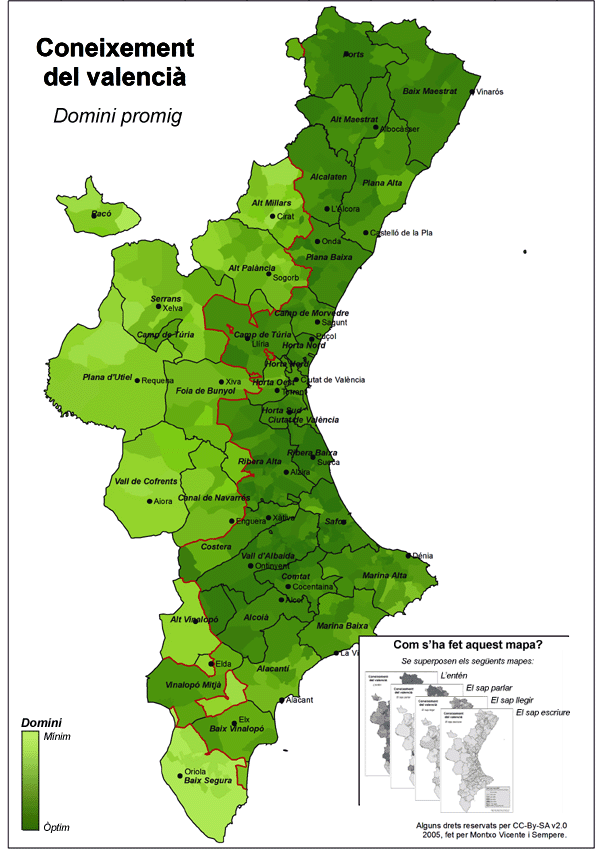
Володіння валенсійською мовою за переписом 2001

Валенсійська мова поширена у Валенсійському співтоваристві та Мурсії.
Згідно з дослідженням уряду Валенсії (кат. Generalitat Valenciana) у червні 2005 року:
- Приблизно 94 % населення Автономної області Валенсія розуміє валенсійську мову;
- 78 % — може говорити нею;
- Приблизно 50 % — може писати валенсійською.

Однак у повсякденному житті мова використовується менше. З іншого урядового дослідження (Servei d'Investigació i Estudis Sociolinguístics ), опублікованого у жовтні 2005 року випливає, що:
- Лише 39,5 % вживають валенсійську вдома,
- 33 % спілкуються нею з друзями,
- Лише 18,8 % використовують її у супермаркетах.

### Діалекти

Діалекти каталанської мови в Автономній області Валенсія

Див. також Діалекти каталанської мови.
Діалекти каталанської мови в Автономній області Валенсія: У Автономній області Валенсія нараховується 6 діалектів каталанської мови:
1. Перехідний або туртозький діалект.
2. Північноваленсійський або діалект Кастельйо.
3. Центральноваленсійський (апічат) діалект.
4. Південноваленсійський діалект.
5. Алаканський діалект.
6. Мальоркський у муніципалітетах Тарбена та Ла-Валь-де-Ґалінера.

Ці діалекти представляють різні варіанти каталанської мови, які залежать від конкретного регіону та місцевої мовної практики.

## Слова валенсійського походження
- барак — barraca
- паелья — paella

## Цитати / Новини коротко

Публікація у Diari Oficial del País Valencià рішення суду про визнання права Університету м. Алакан називати мову Валенсії каталанською

|  | "Ми, члени Академії іспанської мови та Академії історії, які підписалися нижче, беручи до уваги конфлікт […], пов'язаний із назвою мови, що вживається у більшості районів Регіону Валенсія, після прохання висловитися з цього питання, хочемо зазначити наступне: відповідно до всіх наукових досліджень щодо романських мов, валенсійська мова є регіональним варіантом каталанської мови. Тобто, це мова, яка використовується на Балеарських островах, у французькій та іспанській Каталонії, у частині Арагону, більшій частині районів Валенсії, у Князівстві Андорра та у місті Алґе на острові Сардинія. Будь-яка спроба відокремити мову Валенсії від мови та культури інших каталаномовних територій є абсурдною з наукової точки зору. Як іспанські письменники та академіки, ми висловлюємо нашу повагу до каталанської мови та каталонської культури, великою частиною якої є Валенсія." Академічна доповідь Real Academia de la Lengua Española щодо валенсійської мови, 1975 р. |

|  | 6 червня 2008 року, виконуючи рішення Трибуналу Вищого суду юстиції Валенсії (TSJCV), Жанаралітат Автономної області Валенсія був змушений опублікувати у своєму офіційному віснику "Diari Oficial del País Valencià" та, отже, офіційно підтримати параграф (k) статті (2) статуту Університету м. Алакан. У цьому параграфі стверджується, що "[Університет] зобов'язується застосовувати в усіх сферах університетського життя власну мову Автономної області Валенсія, яка офіційно називається валенсійською, а з академічної точки зору є каталанською (кат. acadèmicament català)". Раніше, а саме 22 травня 2008 року, цей параграф був вилучений з тексту Статуту при його опублікуванні у тому ж віснику. Суд визнав, що Жанаралітат Валенсії не мав права модифікувати статут вишу. Каталаномовна громада визнала цей факт «маленькою перемогою», оскільки Жанаралітат Валенсії з політичних міркувань системно заперечує тотожність каталанської та валенсійської мов.. |

## Електронні перекладачки, енциклопедії, словники
- Каталансько — іспанська та іспансько — каталанська перекладачка он-лайн (з можливістю перекладати на валенсійський варіант каталанської) [Архівовано 9 червня 2008 у Wayback Machine.] (кат.), (ісп.)